# 注水肉
注水肉或稱灌水肉，是加了水以誇大重量增加牟利的生肉，是一種劣質產品。現在也用來泛指有誇大成分的事物。
在一些美國家禽公司，處理與鹽水、雞湯、海藻提取物或者其組合注入生雞肉的過程中，注水肉為一個常見術語。在實際生產中，最常用新鮮雞和冷凍家禽產品。
華人地區，此肉類處理方式主要見於豬肉和牛肉。可以藉由屠宰前一定时间给动物強行灌水，或者屠宰後向肉内注水製成。注水可达净重量的15-20%。注水肉颜色一般比正常肉浅，表面不粘，放置後有相当的浅红色血水流出。台灣早期以及台灣南部攤商時常有不肖肉販以此賺取暴利。
造成的问题包括：虐待动物、违反食品安全法规、损害消费者权益、降低肉类的口感品質、所注水的卫生问题等。

## 地區或國家

### 美国
自1970年代的家禽生產商用鹽水解決方案處理雞和其他肉類食材，宣稱它使肉更美味、多汁。按照，位於巴吞魯的路易斯安那州立大學農業中心肉類科學教授肯尼斯·麥克米林（Kenneth McMillin）的解說，處理機使用多針注射器或真空肉類按摩混合機，即迫使鈉溶液進入肌肉。在運輸過程中，該溶液中的結合劑可防止鹽和水自肉品瀝出，常于雜貨店和烹調過程中添加。

### 中华人民共和国
2009年2月18日，广州市“瘦肉精”中毒事件放倒70人，中国肉类食品综合研究中心总工冯平却指出，“注水肉”其实更是盛行已久的潜规则，危害远超“瘦肉精”，至少已盛行24年而难以根治。

### 中華民國
2014年4月9日，高雄湖內區「農正鮮」公司涉嫌將牛、羊、豬肉填充大量保水劑加水按摩後冷凍販賣，使牲畜肉（注水肉）重量增加至少一倍，再販售給國軍食用，從中牟取暴利。9日，衛生福利部食品藥物管理署指出，「保水劑，一般指綜合磷酸鹽，通常作為肉製品如貢丸等的結著劑，增加口感和塑形，每公斤肉品可添加3公克，然而此案並非在肉品加工時添加，而是為了增加鮮肉重量而添加，恐有詐欺罪嫌（詐騙），衛生局可依違反《食品衛生管理法》開罰3到300萬元」。
10日，臺北市政府衛生局食藥處處長邱秀儀表示保水劑屬結著劑或品質改良劑，可使用於加工食品，但並未核准使用於生鮮肉品，違規填充過量保水劑的廠商有等3家，經查北市學校午餐自2014年2月開學至今，共有26家學校曾使用樂騏食品公司之豬肉加工品（豬排、咕咾肉等），為進一步釐清上游業者有無在生鮮豬肉中違法添加保水劑，衛生局已立即移請台南市政府衛生局查察，也會配合檢調單位調查。本案因國軍食勤士官兵反映農正鮮賣出的牛、羊肉品久煮仍紅，肉很容易散掉，加上檢察官羅水郎接獲線報，實際到市場訪價後發現，農正鮮的肉品進價每公斤220元，卻以每公斤130元的超低價標得國軍合約，等於倒貼賣肉，根本不敷成本。
11日，檢警偵辦「農正鮮」公司將肉品灌水增重賣給國軍，發現國軍早知農正鮮提供肉品有問題卻仍續約，疑有軍商勾結，另辦案人員意外發現，有部分灌水「豬肉絲」，販售到台南某國小營養午餐，恐危及學童健康，正清查其他問題肉品流向，並將傳喚軍方人員說明。此外，「農正鮮」公司涉嫌於新鮮及加工肉品內，超量添加保水劑、富特膠及羿鮮紅複方食品添加物，部分「農正鮮」代工灌水的肉品，由「樂騏」公司賣到『自助餐店』及『國小營養午餐』。「農正鮮」另自2013年起提供57萬公斤灌水肉給國軍，因解凍滲水率逾百分之五被軍方裁罰100次，但複檢都合格，共被罰款6萬多元。
12日，桃園縣政府衛生局追查發現，桃園縣有7家團膳業者購買「農正鮮」公司肉品，再供應至縣內48所國中、小學，以及縣內台北監獄、桃園監獄、龍潭女子監獄及國軍副食品供應中心，恐有2萬3千多名師生把問題肉品吃下肚。

## 危險性
新光吳火獅紀念醫院腎臟科醫師江守山
9日提醒，國內有250萬人有腎功能不全（慢性肾脏病）的問題，綜合磷酸鹽的過量攝取，將使磷無法排泄，導致體內鈣磷比例失衡，鈣無法吸收，除骨質疏鬆，還會造成高血磷症及冠狀動脈鈣化（冠狀動脈性心臟病、动脉粥样硬化），血管狹窄或阻塞，因此建議腎功能不全者應多攝取碳酸鈣食物如豆腐，有利磷排出，不過需多喝水，避免結石。
10日表示，世界衛生組織建議人體血液中的「磷濃度」不要超過每公升4.9毫克，過量攝取可能誘發冠狀動脈心臟病、血管鈣化、骨質疏鬆，嚴重恐導致大腸癌。
11日指出，孩童食入過多保水劑會阻礙鈣吸收。另「肉品增色劑」常含硝酸鹽，急性中毒會引發藍血病，導致呼吸困難對孩童傷害更大。

## 相關連結
- 放心肉

## 外部連結
- 记者暗访肉制品市场 注水肉内幕全揭秘